# Comuna Pokrovka, Krasnopillea
Pokrovka (în ucraineană Покровка) este o comună în raionul Krasnopillea, regiunea Sumî, Ucraina, formată din satele Pokrovka (reședința), Popivka și Stepok.

## Demografie
Componența lingvistică a comunei Pokrovka
     Ucraineană (95,03%)
     Rusă (4,73%)
     Alte limbi (0,24%)
Conform recensământului din 2001, majoritatea populației comunei Pokrovka era vorbitoare de ucraineană (95,03%), existând în minoritate și vorbitori de rusă (4,73%).